# Bechor-Schalom Schitrit

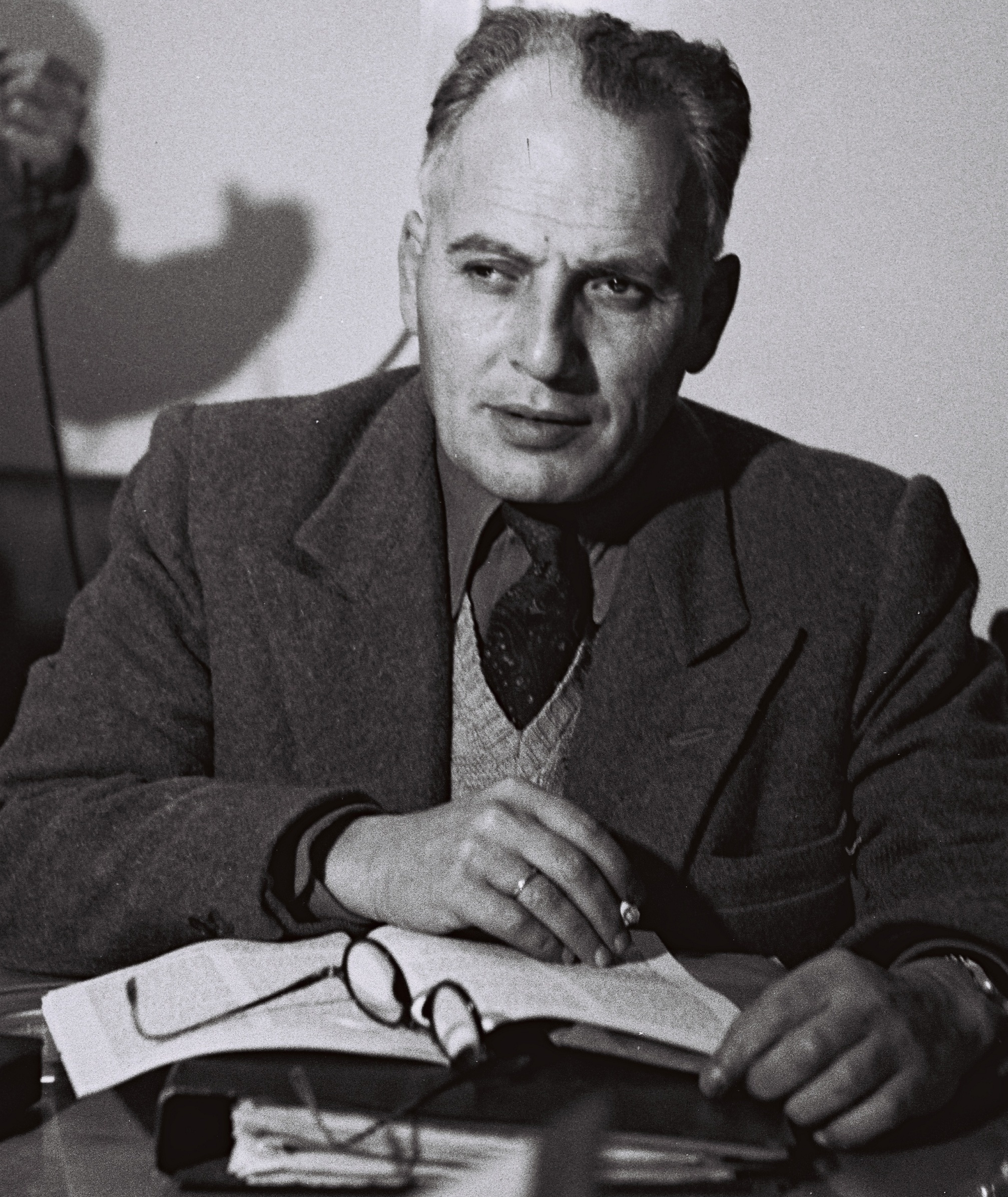
Bechor-Schalom Schitrit, 1949

Bechor-Schalom  Schitrit (hebräisch בכור-שלום שיטרית‎, * 1895 in Tiberias, Osmanisches Reich; † 28. Januar 1967 in Israel) war ein israelischer Politiker und Minister.
Er war einer der 37 Erstunterzeichner der israelischen Unabhängigkeitserklärung. Schitrit war ein früherer Polizist und war seit Mai 1948 bis einen Monat vor seinem Tod im Januar 1967 Polizeiminister. Er arbeitete in 14 Regierungen und war damit der am längsten im selben Amt amtierende Minister in Israel.

## Politik
Schitrit war Knessetabgeordneter in der 1. bis zur 6. Legislaturperiode. So 1949–1951 für die Sfaradim VeEdot Misrach, 1951–1965 für Mapai, 1965–1967 für die HaMa’arach. Er war von 1948 bis 1967 Polizeiminister und 1948–1949 Minister für Minderheiten.